# Liquefação de gases
Nitrogênio líquido.
Liquefação é o ato de liquefazer gases, ou seja, é a conversão de uma substância no estado gasoso para o estado líquido, destacadamente o gás natural e os gases derivados de petróleo, como o butano, na produção de gás liquefeito de petróleo (GLP). É uma medida muito eficiente para o transporte, levando em consideração de que, antes dessa inovação, os gases eram transportados através de gasodutos, ou seja, o fornecedor teria um gasoduto que levaria o gás até o cliente, com um custo muito alto que as técnicas exigem.
Atualmente, o gás natural pode ser transportado por veículos equipados com tanques criogênicos, que mantém o produto em temperaturas em torno de -160°C para que ele se preserve líquido. A grande vantagem do gás natural liquefeito é a sua densidade, que é cerca de 600 vezes superior com relação ao estado gasoso.
A liquefação dos gases pode ser conseguida mediante variações na temperatura e/ou pressão. Por via de regra, fazendo a temperatura diminuir e a pressão aumentar suficientemente, as moléculas do gás irão se aproximar, atrair e condensar. Para cada gás (cada substância) a combinação temperatura-pressão em que isso ocorre é dado por um diagrama de fases. A pressão necessária, em cada temperatura, para o gás se condensar, é chamada Pressão de vapor. 